# Charles Buland
Charles Buland (Parijs, 9 april 1837 - Auch, 12 april 1871) was een Frans militair ten tijde van het Tweede Franse Keizerrijk.

## Biografie
Op 21 april 1858 vervoegde Charles Buland het Franse leger. Op 9 oktober van hetzelfde jaar sloot de Franse ambassadeur in Japan Jean-Baptiste Louis Gros het vriendschaps- en handelsverdrag tussen Frankrijk en Japan af. Het jaar daarop vestigde Frankrijk een legatie in Tokio, met aan het hoofd een nieuwe ambassadeur, Gustave Duchesne de Bellecourt. Op 17 november 1863 vertrok Buland in Marseille naar Japan, alwaar hij werd gedetacheerd aan de Franse diplomatie. Al gauw leerde hij er de Japanse taal. Buland legde zich toe op het onderwijzen van de lokale bevolking.
In 1870 brak de Frans-Duitse Oorlog uit, waarop Buland terugkeerde naar Frankrijk. Dertien van zijn leerlingen, tussen 17 en 21 jaar oud, vergezelden hem. De Japanse keizer Meiji overhandigde Buland bij zijn vertrek een sabel en bedankte hem voor het gedane werk in Japan.
Buland arriveerde in Marseille op 4 februari 1871. Voor het eerst sinds 1863 zette hij voet op Franse bodem, waar ondertussen de Derde Franse Republiek was afgekondigd. Hij vervoegde zijn regiment in Auch in het departement Gers, waar hij ressorteerde onder generaal Paul de Bauffremont. Op 12 april overleed hij aldaar aan een hartinfarct, op 34-jarige leeftijd. Hij bleef vrijgezel.